# Blooming
Blooming az Amerikai Egyesült Államok Oregon államának Washington megyéjében elhelyezkedő önkormányzat nélküli település.

## Története
Eredetileg német bevándorlók éltek itt. A települést a Szent Péter evangélikus templom plébánosa nevezte el a térség virágairól és pozitív kilátásairól.
 A posta 1895 és 1904 között működött. Az 1822-ben alapított (a templom is ekkor épült) bloomingi a missouri zsinat második legrégebbi evangélikus egyházközsége.

 A második templom egy része 1923-ban készült el.

## Fordítás
- Ez a szócikk részben vagy egészben  a   Blooming, Oregon című angol Wikipédia-szócikk ezen változatának fordításán alapul.  Az eredeti cikk szerkesztőit annak laptörténete sorolja fel. Ez a jelzés csupán a megfogalmazás eredetét és a szerzői jogokat jelzi, nem szolgál a cikkben szereplő információk forrásmegjelöléseként.